# 霍布達河
霍布達河（羅馬化：Khobda，羅馬化：Qobda），上游又称大霍布达河（俄语：Большая Хобда），流经哈萨克斯坦的阿克托别州和俄羅斯的奥伦堡州，屬於乌拉尔河流域内伊列克河的左支流，河道全長225公里，流域面積約14,700平方公里，發源自穆戈賈雷山，河水主要來自融雪，該河兩岸有煤礦。